# 마테 파비치

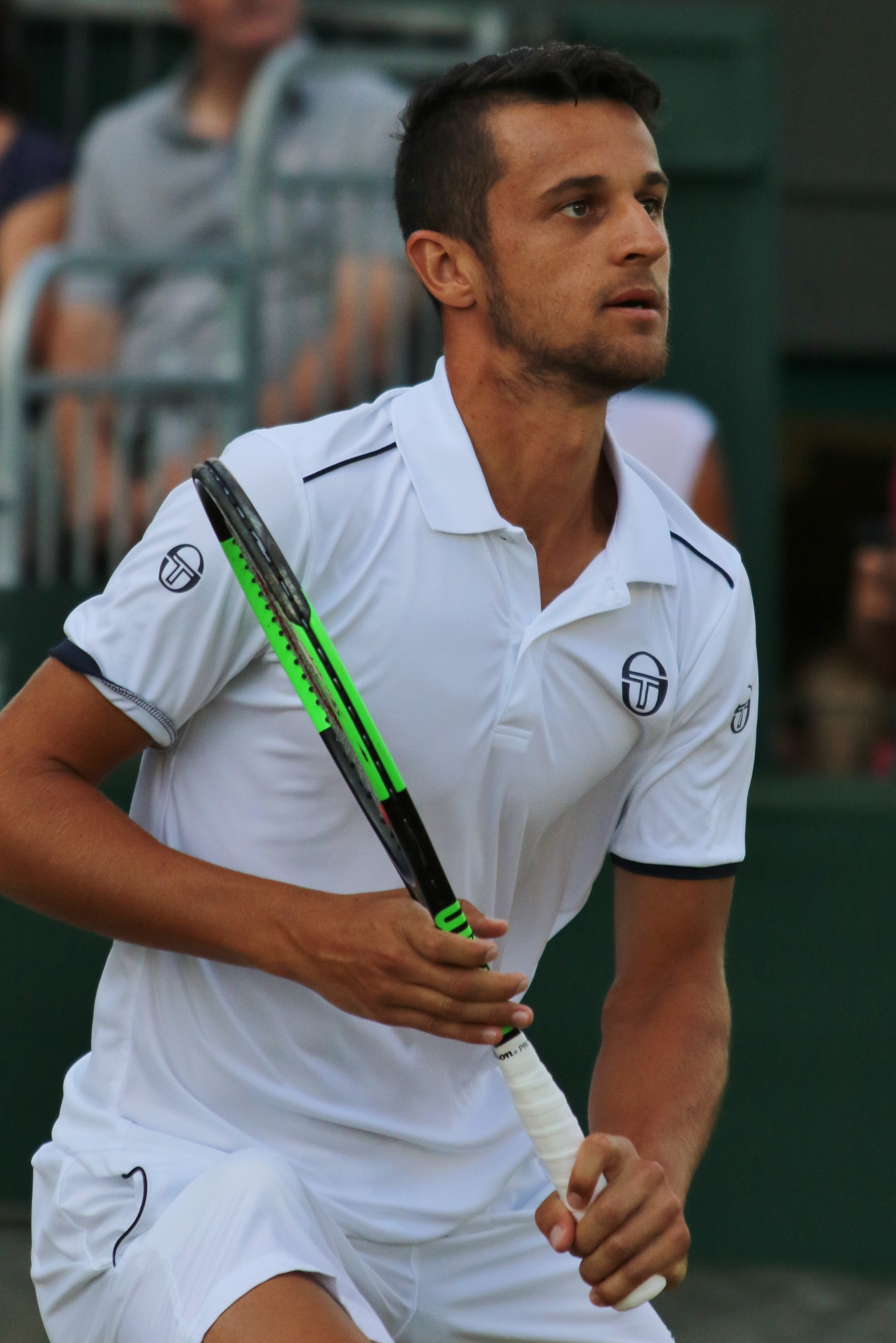

마테 파비치(Mate Pavić, 크로아티아어 발음: [m?ːte p?ːʋitɕ], 1993년 7월 4일 ~ )는 크로아티아의 프로 테니스 선수로 전 복식 세계 1위이다. 파비치는 복식 부문에서 커리어 골든 슬램을 달성한 단 6명의 남자 중 한 명이다.
올리버 마라흐와 함께한 2018년 호주 오픈, 브루노 소아레스와 함께한 2020년 US 오픈, 니콜라 멕티치와 함께한 2021년 윔블던 챔피언십, 마르셀로 아레발로와 함께한 2024년 프랑스 오픈 등 남자 복식에서 4개의 타이틀을 획득한 7차례 그랜드 슬램 챔피언이다. 파비치는 또한 로라 시게문트와 함께 2016 US 오픈, 가브리엘라 다브로스키와 함께 2018 오스트레일리아 오픈, 류드밀라 키체녹과 함께 2023 윔블던 챔피언십에서 혼합 복식 타이틀을 획득했다. 2017년 윔블던 챔피언십, 2018년 프랑스 오픈, 2020년 프랑스 오픈, 2022년 윔블던 챔피언십 남자 복식에서 준우승했고, 2018년과 2019년 프랑스 오픈 혼합 복식에서는 준우승을 차지했다.
파비치는 마스터스 1000 레벨에서 5번을 포함하여 ATP 투어에서 38번의 복식 타이틀을 획득했다. 2018년 5월, 그는 복식 세계 1위가 되었으며, 역대 52번째로 1위를 차지한 선수가 되었다. 그는 1996년 토드 우드브리지(Todd Woodbridge) 이후 가장 어린 복식 1위였으며, 남자든 여자든 크로아티아 출신으로 단식이나 복식에서 세계 1위를 차지한 최초의 선수였다. 파비치는 2018년 데이비스 컵에서 크로아티아 우승팀의 일원이었으며, 2020년 하계 올림픽 남자 복식에서도 멕티치와 함께 올림픽 금메달을 획득했다. 단식 부문에서 그는 2013년 5월 295위라는 통산 최고 순위를 달성했다.